# Wolfgang Lehmann (Mediziner, 1972)
Wolfgang Lehmann (* 20. Juli 1972 in Kiel) ist ein deutscher Chirurg und Hochschullehrer für Orthopädie und Unfallchirurgie an der Universitätsmedizin Göttingen (UMG).

## Werdegang
Lehmann studierte Medizin an der Martin-Luther-Universität Halle-Wittenberg. Nach dem Physikum setzte er sein klinisches Studium an der Medizinischen Hochschule Hannover (MHH) fort. 1999 wurde er mit einer biomechanischen Arbeit zu Verletzungen der Halswirbelsäule in der Unfallchirurgie der MHH promoviert.
1999 begann Lehmann seine klinische Ausbildung am Universitätsklinikum Hamburg-Eppendorf (UKE) und war dann bis 2001 in Boston/MA an der Boston University als Research Fellow der Deutschen Forschungsgemeinschaft (DFG) tätig. Nach seiner Rückkehr nach Hamburg an das UKE habilitierte er sich zwei Jahre später für das Fach Chirurgie.
Nach seiner Facharztprüfung mit dem Schwerpunkt Unfallchirurgie im Jahr 2007 wurde Lehmann Oberarzt in der Klinik für Unfall-, Hand- und Wiederherstellungschirurgie, Universitätsklinikum Hamburg-Eppendorf (UKE). Im Jahr 2012 folgte die Ernennung zum außerplanmäßigen Professor. Bis zu seinem Ruf nach Göttingen war er seit März 2014 als leitender Oberarzt und stellvertretender Direktor der Klinik für Unfall-, Hand- und Wiederherstellungschirurgie am UKE tätig. 2016 erhielt er den Ruf auf den Lehrstuhl für Unfallchirurgie und Orthopädie an der Universitätsmedizin in Göttingen, wo er seither die Klinik für Unfallchirurgie, Orthopädie und Plastische Chirurgie leitet.

## Wirken
Wolfgang Lehmanns wissenschaftliches Spezialgebiet ist die Chirurgie des Stammskeletts. Dazu gehört die gesamte Becken- und Wirbelsäulenchirurgie. Er hat zahlreiche internationale Schriften und Operationslehren publiziert. Außerdem ist er Veranstalter nationaler und internationaler Operationskurse zur Beckenchirurgie.

## Auszeichnungen
Konrad-Biesalski-Preis 2012 der Deutschen Gesellschaft für Orthopädie und Orthopädische Chirurgie